# Sphiggurus melanurus
Sphiggurus melanurus là một loài động vật có vú trong họ Erethizontidae, bộ Gặm nhấm. Loài này được Wagner mô tả năm 1842.